# Edgaras Dubickas
Edgaras Dubickas (Marijampolė, 9 luglio 1998) è un calciatore lituano, attaccante, del Pisa.

## Caratteristiche tecniche
È un centravanti capace di svariare su tutto il fronte offensivo. Forte sia tecnicamente che fisicamente, è pericoloso in quanto dotato di un tiro potente e preciso anche da lontano. Al Piacenza si è contraddistinto per spirito di sacrificio e freddezza sotto porta.

## Carriera

### Club

#### Inizi, Lecce e i prestiti
Dopo aver giocato nei settori giovanili di Švyturys Marijampolė e Crotone, il 31 agosto 2017 passa in prestito con diritto di riscatto al Lecce, militante in Serie C. Il 21 novembre 2017, nella partita di Coppa Italia Serie C contro il Bisceglie, sigla il suo primo gol con la maglia del Lecce. Colleziona 14 presenze e un gol nel campionato di Serie C 2017-2018, conclusosi con la promozione in Serie B, in cui ottiene solo 2 presenze nel 2018-2019. Il 30 gennaio 2019 passa in prestito alla Sicula Leonzio, in Serie C.
Terminato il prestito, torna al Lecce, con cui debutta in Serie A il 25 novembre 2019 nella partita pareggiata per 2-2 contro il Cagliari. È il terzo lituano – dopo Tomas Danilevičius e Marius Stankevičius – ad esordire in Serie A. Quella rimane l'unica partita da lui disputata con i giallorossi in stagione, visto che il 17 gennaio 2020 viene ceduto in prestito al Gubbio.
Rientrato al Lecce, torna a giocare in Serie B il 26 settembre 2020, nella partita pareggiata in casa contro il Pordenone (0-0). Il 30 settembre seguente realizza il primo gol con la maglia dei salentini, nella gara di Coppa Italia vinta per 2-0 in casa contro la Feralpisalò.
Il 1º febbraio 2021 viene ceduto in prestito al Livorno, con cui realizza 5 gol in 16 presenze in Serie C.

#### Piacenza e Pordenone
Rientrato al Lecce, il 6 luglio successivo si trasferisce a titolo definitivo al Piacenza, sempre in terza serie. Segna il suo primo gol in maglia bianco-rossa il 13 settembre 2021 su assist di Giordano.
Il 19 agosto 2022 firma un contratto quadriennale con il Pordenone.
Il 31 gennaio 2023, Dubickas viene acquistato a titolo definitivo dal Pisa, che contestualmente lo lascia in prestito ai neroverdi sino al 30 giugno seguente.

#### Pisa e ulteriori prestiti
A fine prestito fa ritorno al Pisa, salvo poi venire ceduto a titolo temporaneo il 23 agosto 2023 al Catania neopromosso in serie C. Il 18 gennaio 2024 risolve anticipatamente il prestito al Catania e, contestualmente, viene ceduto in prestito alla Feralpisalò, in Serie B.
Il 29 agosto 2024 fa ritorno alla Feralpisalò, anche questa volta con la formula del prestito.
Il 3 febbraio 2025 passa in prestito alla Juve Stabia, in Serie B, fino al terine della stagione.

### Nazionale
Ha giocato nelle nazionali giovanili lituane Under-18 ed Under-19.
Debutta con la nazionale lituana Under-21 il 10 ottobre 2017, in occasione della partita persa per 0-2 contro la Polonia, valida per le qualificazioni all'Europeo 2019.
L'8 giugno 2021 debutta con la nazionale maggiore, subentrando nel secondo tempo dell'amichevole persa per 4-0 in casa della Spagna.

## Statistiche

### Presenze e reti nei club
Statistiche aggiornate al 25 maggio 2025.
| Stagione           | Squadra            | Campionato         | Campionato | Campionato | Coppe nazionali | Coppe nazionali | Coppe nazionali | Coppe continentali | Coppe continentali | Coppe continentali | Altre coppe | Altre coppe | Altre coppe | Totale | Totale |
| Stagione           | Squadra            | Comp               | Pres       | Reti       | Comp            | Pres            | Reti            | Comp               | Pres               | Reti               | Comp        | Pres        | Reti        | Pres   | Reti   |
| ------------------ | ------------------ | ------------------ | ---------- | ---------- | --------------- | --------------- | --------------- | ------------------ | ------------------ | ------------------ | ----------- | ----------- | ----------- | ------ | ------ |
| 2017-2018          | Lecce              | C                  | 14         | 1          | CI+CI-C         | 0+2             | 2               | -                  | -                  | -                  | SC-C        | 0           | 0           | 16     | 3      |
| 2018-gen. 2019     | Lecce              | B                  | 2          | 0          | CI              | 0               | 0               | -                  | -                  | -                  | -           | -           | -           | 2      | 0      |
| gen.-giu. 2019     | Sicula Leonzio     | C                  | 9          | 2          | CI+CI-C         | -               | -               | -                  | -                  | -                  | -           | -           | -           | 9      | 2      |
| 2019-gen. 2020     | Lecce              | A                  | 1          | 0          | CI              | 0               | 0               | -                  | -                  | -                  | -           | -           | -           | 1      | 0      |
| gen.-giu. 2020     | Gubbio             | C                  | 7          | 0          | CI-C            | -               | -               | -                  | -                  | -                  | -           | -           | -           | 7      | 0      |
| 2020-gen. 2021     | Lecce              | B                  | 4          | 0          | CI              | 1               | 1               | -                  | -                  | -                  | -           | -           | -           | 5      | 1      |
| Totale Lecce       | Totale Lecce       | Totale Lecce       | 21         | 1          |                 | 3               | 3               |                    | -                  | -                  |             | 0           | 0           | 24     | 4      |
| gen.-giu. 2021     | Livorno            | C                  | 16         | 5          | CI              | -               | -               | -                  | -                  | -                  | -           | -           | -           | 16     | 5      |
| 2021-2022          | Piacenza           | C                  | 32+1       | 10         | CI-C            | 2               | 1               | -                  | -                  | -                  | -           | -           | -           | 35     | 11     |
| 2022-2023          | Pordenone          | C                  | 35+2       | 8          | CI-C            | 1               | 0               | -                  | -                  | -                  | -           | -           | -           | 38     | 8      |
| 2023-gen. 2024     | Catania            | C                  | 14         | 0          | CI-C            | 3               | 1               | -                  | -                  | -                  | -           | -           | -           | 17     | 1      |
| gen.-giu. 2024     | Feralpisalò        | B                  | 14         | 4          | CI              | -               | -               | -                  | -                  | -                  | -           | -           | -           | 14     | 4      |
| 2024-feb. 2025     | Feralpisalò        | C                  | 22         | 5          | CI-C            | 0               | 0               | -                  | -                  | -                  | -           | -           | -           | 22     | 5      |
| Totale Feralpisalò | Totale Feralpisalò | Totale Feralpisalò | 36         | 9          |                 | 0               | 0               |                    | -                  | -                  |             | -           | -           | 36     | 9      |
| feb.-giu. 2025     | Juve Stabia        | B                  | 5          | 0          | CI              | -               | -               | -                  | -                  | -                  | -           | -           | -           | 5      | 0      |
| Totale carriera    | Totale carriera    | Totale carriera    | 180        | 35         |                 | 9               | 5               |                    | -                  | -                  |             | 0           | 0           | 189    | 40     |

### Cronologia presenze e reti in nazionale
| Cronologia completa delle presenze e delle reti in nazionale ― Lituania | Cronologia completa delle presenze e delle reti in nazionale ― Lituania | Cronologia completa delle presenze e delle reti in nazionale ― Lituania | Cronologia completa delle presenze e delle reti in nazionale ― Lituania | Cronologia completa delle presenze e delle reti in nazionale ― Lituania | Cronologia completa delle presenze e delle reti in nazionale ― Lituania | Cronologia completa delle presenze e delle reti in nazionale ― Lituania | Cronologia completa delle presenze e delle reti in nazionale ― Lituania |
| Data                                                                    | Città                                                                   | In casa                                                                 | Risultato                                                               | Ospiti                                                                  | Competizione                                                            | Reti                                                                    | Note                                                                    |
| ----------------------------------------------------------------------- | ----------------------------------------------------------------------- | ----------------------------------------------------------------------- | ----------------------------------------------------------------------- | ----------------------------------------------------------------------- | ----------------------------------------------------------------------- | ----------------------------------------------------------------------- | ----------------------------------------------------------------------- |
| 8-6-2021                                                                | Leganés                                                                 | Spagna                                                                  | 4 – 0                                                                   | Lituania                                                                | Amichevole                                                              | -                                                                       | 75’                                                                     |
| 2-9-2021                                                                | Vilnius                                                                 | Lituania                                                                | 1 – 4                                                                   | Irlanda del Nord                                                        | Qual. Mondiali 2022                                                     | -                                                                       | 74’                                                                     |
| 5-9-2021                                                                | Sofia                                                                   | Bulgaria                                                                | 1 – 0                                                                   | Lituania                                                                | Qual. Mondiali 2022                                                     | -                                                                       | 46’                                                                     |
| 8-9-2021                                                                | Reggio Emilia                                                           | Italia                                                                  | 5 – 0                                                                   | Lituania                                                                | Qual. Mondiali 2022                                                     | -                                                                       | 73’                                                                     |
| Totale                                                                  |                                                                         | Presenze                                                                | 4                                                                       |                                                                         | Reti                                                                    | 0                                                                       |                                                                         |

| Cronologia completa delle presenze e delle reti in nazionale ― Lituania under 21 | Cronologia completa delle presenze e delle reti in nazionale ― Lituania under 21 | Cronologia completa delle presenze e delle reti in nazionale ― Lituania under 21 | Cronologia completa delle presenze e delle reti in nazionale ― Lituania under 21 | Cronologia completa delle presenze e delle reti in nazionale ― Lituania under 21 | Cronologia completa delle presenze e delle reti in nazionale ― Lituania under 21 | Cronologia completa delle presenze e delle reti in nazionale ― Lituania under 21 | Cronologia completa delle presenze e delle reti in nazionale ― Lituania under 21 |
| Data                                                                             | Città                                                                            | In casa                                                                          | Risultato                                                                        | Ospiti                                                                           | Competizione                                                                     | Reti                                                                             | Note                                                                             |
| -------------------------------------------------------------------------------- | -------------------------------------------------------------------------------- | -------------------------------------------------------------------------------- | -------------------------------------------------------------------------------- | -------------------------------------------------------------------------------- | -------------------------------------------------------------------------------- | -------------------------------------------------------------------------------- | -------------------------------------------------------------------------------- |
| 10-10-2017                                                                       | Gargždai                                                                         | Lituania under 21                                                                | 0 – 2                                                                            | Polonia under 21                                                                 | Qual. Europeo Under-21 2019                                                      | -                                                                                | 78’                                                                              |
| 23-3-2018                                                                        | Gargždai                                                                         | Lituania under 21                                                                | 0 – 2                                                                            | Finlandia under 21                                                               | Qual. Europeo Under-21 2019                                                      | -                                                                                |                                                                                  |
| 27-3-2018                                                                        | Lublino                                                                          | Polonia under 21                                                                 | 1 – 0                                                                            | Lituania under 21                                                                | Qual. Europeo Under-21 2019                                                      | -                                                                                | 60’                                                                              |
| 29-5-2018                                                                        | Pärnu                                                                            | Estonia under 21                                                                 | 1 – 1                                                                            | Lituania under 21                                                                | Amichevole                                                                       | -                                                                                |                                                                                  |
| 4-6-2018                                                                         | Gargždai                                                                         | Lituania under 21                                                                | 1 – 0                                                                            | Lettonia under 21                                                                | Amichevole                                                                       | -                                                                                | 46’                                                                              |
| 26-3-2019                                                                        | Vilnius                                                                          | Lituania under 21                                                                | 0 – 1                                                                            | Bielorussia under 21                                                             | Amichevole                                                                       | -                                                                                | 64’                                                                              |
| 5-6-2019                                                                         | Serravalle                                                                       | San Marino under 21                                                              | 0 – 3                                                                            | Lituania under 21                                                                | Qual. Europeo Under-21 2019                                                      | 1                                                                                |                                                                                  |
| 9-6-2019                                                                         | Klaipėda                                                                         | Lituania under 21                                                                | 0 – 2                                                                            | Lettonia under 21                                                                | Amichevole                                                                       | -                                                                                | 84’                                                                              |
| 10-9-2019                                                                        | Kallithea                                                                        | Grecia under 21                                                                  | 1 – 0                                                                            | Lituania under 21                                                                | Qual. Europeo Under-21 2021                                                      | -                                                                                | 86’                                                                              |
| 10-10-2019                                                                       | Edimburgo                                                                        | Scozia under 21                                                                  | 0 – 0                                                                            | Lituania under 21                                                                | Qual. Europeo Under-21 2021                                                      | -                                                                                |                                                                                  |
| 14-11-2019                                                                       | Vilnius                                                                          | Lituania under 21                                                                | 1 – 3                                                                            | Croazia under 21                                                                 | Qual. Europeo Under-21 2021                                                      | -                                                                                | 88’                                                                              |
| 13-11-2020                                                                       | Vilnius                                                                          | Lituania under 21                                                                | 3 – 0                                                                            | San Marino under 21                                                              | Qual. Europeo Under-21 2021                                                      | -                                                                                | 64’                                                                              |
| 17-11-2020                                                                       | Pola                                                                             | Croazia under 21                                                                 | 7 – 0                                                                            | Lituania under 21                                                                | Qual. Europeo Under-21 2021                                                      | -                                                                                | 46’                                                                              |
| Totale                                                                           |                                                                                  | Presenze                                                                         | 13                                                                               |                                                                                  | Reti                                                                             | 1                                                                                |                                                                                  |

## Palmarès

### Club

#### Competizioni nazionali
- Serie C: 1

Lecce: 2017-2018 (Girone C)